# Sumbersih
Sumbersih is een bestuurslaag in het regentschap Blitar van de provincie Oost-Java, Indonesië. Sumbersih telt 2272 inwoners (volkstelling 2010).